# Juan Antonio del Val Gallo
Juan Antonio del Val Gallo (Basconcillos del Tozo, 13 giugno 1916 – Santander, 13 novembre 2002) è stato un vescovo cattolico spagnolo.

## Biografia
Juan Antonio del Val Gallo nacque a Basconcillos del Tozo il 13 giugno 1916.

### Formazione e ministero sacerdotale
Conseguì la laurea in filosofia e teologia presso la Pontificia Università di Comillas.
Il 23 luglio 1944 fu ordinato presbitero. In seguito fu parroco di Mortera, canonico della cattedrale di Santander dal 1954, vicario episcopale per i religiosi e le religiose dal 1963 e vicario generale dal 1968 al 1969. Fu anche professore di scienze umane, psicologia empirica e filosofica e pedagogia presso il seminario del Monte Corbán a Santander.

### Ministero episcopale
Il 4 aprile 1969 papa Paolo VI lo nominò vescovo ausiliare di Siviglia e titolare di Santa Giusta. Ricevette l'ordinazione episcopale il 15 maggio successivo nella chiesa parrocchiale di Jerez de la Frontera dal cardinale José María Bueno y Monreal, arcivescovo metropolita di Siviglia, co-consacranti il vescovo di Santander José María Cirarda Lachiondo e quello di Cadice e Ceuta Antonio Añoveros Ataún.
Il 3 dicembre 1971 lo stesso papa Paolo VI lo nominò vescovo di Santander.
Durante il suo episcopato ristrutturò il seminario diocesano del Monte Corbán, inaugurò il museo diocesano "Regina Coeli" a Santillana del Mar, riorganizzò territorialmente la diocesi stabilendo 618 parrocchie, 14 arcipresbiterati e 6 vicariati territoriali e nominò tre consigli presbiterali. Per la formazione dei fedeli della sua diocesi creò la Scuola superiore di cultura religiosa, la Cattedra Giovanni Paolo II, la Cattedra di fede e cultura della Bien Aparecida e la Scuola universitaria del personale docente per l'istruzione di base generale a Torrelavega.
Il 23 agosto 1991 papa Giovanni Paolo II accettò la sua rinuncia al governo pastorale della diocesi per raggiunti limiti di età.
Ricevette il titolo di figlio prediletto della Cantabria per il suo servizio al popolo cristiano nel 1994 e la medaglia d'argento della città di Santander nel 1996.
Morì a Santander alle 20 del 13 novembre 2002 all'età di 86 anni. Le esequie si tennero il 15 novembre alle ore 17 nella cattedrale di Santander. Al termine del rito la salma fu tumulata nello stesso edificio.

## Genealogia episcopale
La genealogia episcopale è:
- Cardinale Scipione Rebiba
- Cardinale Giulio Antonio Santori
- Cardinale Girolamo Bernerio, O.P.
- Arcivescovo Galeazzo Sanvitale
- Cardinale Ludovico Ludovisi
- Cardinale Luigi Caetani
- Cardinale Ulderico Carpegna
- Cardinale Paluzzo Paluzzi Altieri degli Albertoni
- Papa Benedetto XIII
- Papa Benedetto XIV
- Cardinale Enrico Enriquez
- Cardinale Francisco de Solís Folch de Cardona
- Vescovo Agustín Ayestarán Landa
- Arcivescovo Romualdo Antonio Mon y Velarde
- Cardinale Francisco Javier de Cienfuegos y Jovellanos
- Cardinale Cirilo de Alameda y Brea, O.F.M.
- Cardinale Juan de la Cruz Ignacio Moreno y Maisanove
- Cardinale José María Martín de Herrera y de la Iglesia
- Patriarca Leopoldo Eijo y Garay
- Cardinale José María Bueno y Monreal
- Vescovo Rafael Bellido Caro